# Pipunculus ferepauculus
Pipunculus ferepauculus är en tvåvingeart som beskrevs av Hardy 1965. Pipunculus ferepauculus ingår i släktet Pipunculus och familjen ögonflugor. Inga underarter finns listade i Catalogue of Life.